# Premio Theodore Sturgeon Memorial
Il Premio Theodore Sturgeon Memorial (Theodore Sturgeon Memorial Award) è un premio letterario assegnato annualmente al miglior racconto di fantascienza scritto in inglese e pubblicato l'anno precedente.

## Storia
Istituito nel 1987 dall'allora direttore del "Center for the Study of Science Fiction" dell'Università del Kansas James Gunn, intende onorare lo scrittore statunitense Theodore Sturgeon e rappresenta la controparte del Premio John Wood Campbell Memorial destinato ai migliori romanzi.

## Albo d'oro
| Anno | Autore                | Racconto                                                          |
| ---- | --------------------- | ----------------------------------------------------------------- |
| 1987 | Judith Moffett        | Surviving                                                         |
| 1988 | Pat Murphy            | Rachel in Love                                                    |
| 1989 | George Alec Effinger  | Schrödinger's Kitten                                              |
| 1990 | Michael Swanwick      | The Edge of the World                                             |
| 1991 | Terry Bisson          | Bears Discover Fire                                               |
| 1992 | John Kessel           | Buffalo                                                           |
| 1993 | Dan Simmons           | This Year's Class Picture                                         |
| 1994 | Kij Johnson           | Fox Magic                                                         |
| 1995 | Ursula K. Le Guin     | Forgiveness Day                                                   |
| 1996 | John G. McDaid        | Jigoku no Mokushiroku (The Symbolic Revelation of the Apocalypse) |
| 1997 | Nancy Kress           | The Flowers of Aulit Prison                                       |
| 1998 | Michael F. Flynn      | House of Dreams                                                   |
| 1999 | Ted Chiang            | Story of Your Life                                                |
| 2000 | David Marusek         | The Wedding Album                                                 |
| 2001 | Ian McDonald          | Tendeléo’s Story                                                  |
| 2002 | Andy Duncan           | The Chief Designer                                                |
| 2003 | Lucius Shepard        | Over Yonder                                                       |
| 2004 | Kage Baker            | The Empress of Mars                                               |
| 2005 | Bradley Denton        | Sergeant Chip                                                     |
| 2006 | Paolo Bacigalupi      | The Calorie Man                                                   |
| 2007 | Robert Charles Wilson | The Cartesian Theater                                             |
| 2008 | Elizabeth Bear        | Tidelines                                                         |
| 2008 | David Moles           | Finistera                                                         |
| 2009 | James Alan Gardner    | The Ray Gun: A Love Story                                         |
| 2010 | James Morrow          | Shambling Towards Hiroshima                                       |
| 2011 | Geoffrey A. Landis    | The Sultan of the Clouds                                          |
| 2012 | Paul J. McAuley       | The Choice                                                        |
| 2013 | Molly Gloss           | The Grinnell Method                                               |
| 2014 | Sarah Pinsker         | In Joy, Knowing the Abyss Behind                                  |
| 2015 | Cory Doctorow         | The Man Who Sold the Moon                                         |
| 2016 | Kelly Link            | The Game of Smash and Recovery                                    |
| 2017 | Catherynne M. Valente | The Future is Blue                                                |
| 2018 | Charlie Jane Anders   | Don’t Press Charges and I Won’t Sue                               |
| 2019 | Annalee Newitz        | When Robot and Crew Saved East St. Louis                          |
| 2020 | Suzanne Palmer        | Waterlines                                                        |
| 2021 | Rebecca Campbell      | An Important Failure                                              |
| 2022 | Nalo Hopkinson        | Broad Dutty Water: A Sunken Story                                 |
| 2023 | Samantha Mills        | Rabbit Test                                                       |
| 2024 | R. S. A. Garcia       | Tantie Merle and the Farmhand 4200                                |